# Oud-Javaansch en hedendaagsch Balisch Hindoeïsme
Oud-Javaansch en hedendaagsch Balisch Hindoeïsme was een expositie in het Stedelijk Museum te Amsterdam van september - oktober 1915.
De tentoonstelling was, zoals het omslag van de catalogus vermeldt, de eerste bijzondere tentoonstelling die was georganiseerd door het Koloniaal Instituut in Amsterdam. Dit instituut was als doelstelling van de Vereeniging Koloniaal Instituut al in 1910 in het leven geroepen maar had nog geen onderkomen; het enorme gebouw aan de Mauritskade werd pas in 1926 opgeleverd. Toch was Johan van Eerde, de in 1913 aangestelde directeur van de Afdeling Volkenkunde van het instituut, en daardoor tevens directeur van het in wording zijnde Koloniaal Museum, al actief met inrichtingsplannen voor zijn toekomstige museum en met ambitieuze tijdelijke activiteiten. Waaronder deze tentoonstelling, waarvoor hij plaatsruimte vond in het Stedelijk Museum.
De bedoeling van de tentoonstelling was een vergelijking te maken tussen het oude, verdwenen hindoeïsme op Java en het levende, eigentijdse hindoeïsme van Bali. Door middel van oude en nieuwe objecten, foto's van vervallen Javaanse bouwwerken en van het tegenwoordige Balische leven, en van wandkaarten en plaatwerken moest een indruk worden verkregen van een der voornaamste invloeden, die heeft gewerkt aan de verheffing van de beschaving der inlanders van Nederlandsch-Indie. De ruim 700 genummerde voorwerpen en foto's waren bijeengebracht uit de verzamelingen van het Koninklijk Huis, het voormalig Koloniaal Museum in Haarlem (dat grootser zou herrijzen in Amsterdam), het Ethnographisch Museum Artis, de Koninklijke Militaire Academie in Breda, de Hoofdcursus Kampen, en van een aantal prominente particulieren, zoals de jurist Coen van Deventer, antropoloog J.P. Kleiweg de Zwaan en de kunstenaar W.O.J. Nieuwenkamp. Ook uit het bezit van Van Eerde waren negen voorwerpen ingebracht.
Naast veel sculpturen uit de hindoe-boeddhistische traditie van Java en Bali waren er tal van kleinere ceremoniële voorwerpen te zien zoals zilveren schalen, bellen en bekers die door de priesters werden gebruikt, staatsiekrissen, tempelattributen zoals wierookbranders, offerschalen en wijwaterbakjes, handschriften op gebundelde palmbladmanuscripten en vele foto's en gipsafgietsels van tempelreliefs waaronder vooral de Borobudur. Er waren zelfs tien gipsen gezichtsafdrukken van Baliërs en Sasak geëxposeerd, door Kleiweg de Zwaan enkele jaren daarvoor op Bali en Lombok vervaardigd. De nummercatalogus van de tentoonstelling is gedetailleerd, bevat wetenschappelijke hoofdstukken, maar geen enkele illustratie.

## Catalogus
- Eerde, J.C. van (1915): Gids voor de tentoonstelling betreffende Oud-Javaansch en hedendaagsch Balisch Hindoeïsme, Koloniaal Instituut te Amsterdam